# Белейнеш Олджира
Белайнеш Олджира — эфиопская легкоатлетка, которая специализируется в беге на длинные дистанции. Бронзовая призёрка чемпионата мира 2013 года в беге на 10 000 метров с результатом 30.46,98. Бронзовая призёрка чемпионата мира по кроссу 2013 года в личном первенстве и серебряная призёрка в командном зачёте.
Бронзовая призёрка пробега World 10K Bangalore 2011 года. На олимпийских играх 2012 года заняла 5-е место на дистанции 10 000 метров. На Дубайском марафоне 2013 года заняла 5-е место, показав результат 2:25.01.
1 марта 2015 года выиграла пробег World's Best 10K.